# Tarraconaise
 (novembre 2018).
Si vous disposez d'ouvrages ou d'articles de référence ou si vous connaissez des sites web de qualité traitant du thème abordé ici, merci de compléter l'article en donnant les références utiles à sa vérifiabilité et en les liant à la section « Notes et références ».

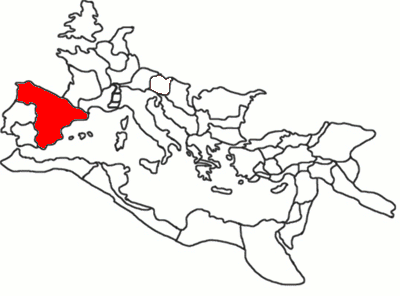
La Tarraconaise dans l'Empire romain, vers 120.

La Tarraconaise (en latin : Tarraconensis, ou plus complètement Hispania Tarraconensis) est une province de l'Empire romain créée sous le règne d'Auguste (-27/14), résultant de l'extension de la province d'Hispanie citérieure (créée en -197 après la deuxième guerre punique). Alors que l'Hispanie citérieure s'étendait au départ à l'est de la péninsule Ibérique des Pyrénées à Carthagène, la Tarraconaise couvre le nord de la péninsule jusqu'à l'océan Atlantique. Le chef-lieu reste le même : Tarragone (Tarraco).
Le territoire de cette province correspond à peu près à celui des communautés autonomes d'Espagne suivantes : Aragon, Asturies,  Cantabrie, Catalogne, Castille-La Manche, Castille-et-León, Galice, Madrid, La Rioja, Murcie, Navarre, Pays basque et Valence, auxquelles s'ajoute la partie orientale de l'Andalousie.

## Géographie

### Cartes

Populations et langues de la péninsule ibérique vers 300 av. J.-C.
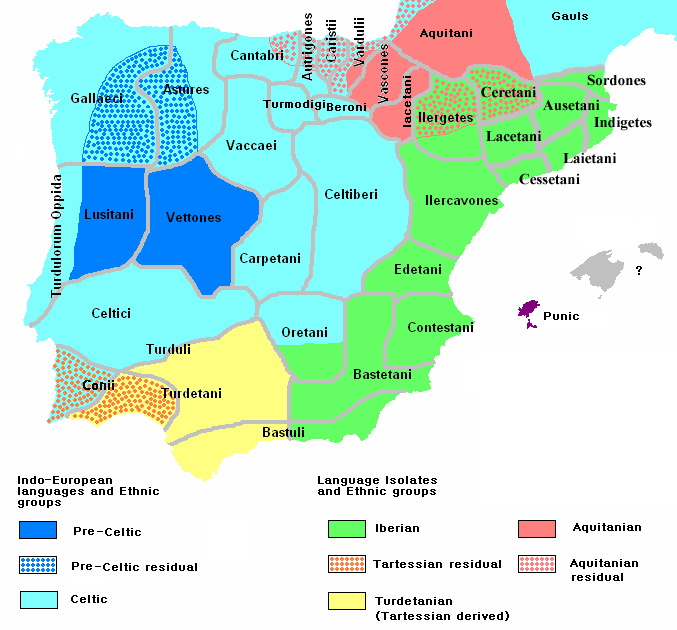
Ethnographie vers 200 av. J.-C.
La péninsule Ibérique vers 100 av. J.-C.
Implantation romaine
La Méditerranée vers 218 av. J.-C.
La Tarraconnaise à partir du règne d'Auguste.
La Tarraconnaise à partir du règne de Dioclétien.

### Provinces limitrophes
Au nord-est, se trouve la province de Gaule narbonnaise (créée en -120), dont la limite avec l'Hispanie citérieure était déjà fixée aux cols situés à l'est de la chaîne pyrénéenne. 
En ce qui concerne la Gaule conquise par César en -52, la limite avec la province d'Aquitaine (chef-lieu : Bordeaux), aussi créée sous le règne d'Auguste, se situe dans le territoire des Vascons.
Au sud de la Tarraconnaise, se trouvent les provinces hispaniques de Bétique (Cordoue) et de Lusitanie (Mérida).

### Voies de communication
Ports de Barcelone, Carthagène, etc.
Voies romaines : 
- voie Domitienne (construite dès les années -120) qui vient du nord de l'Italie, traverse les Alpes par le col de Montgenèvre, traverse la Narbonnaise (par Narbonne), atteignant la Tarraconaise au col de Panissars, avec un embranchement côtier (Port-Vendres).
- voie romaine de Bordeaux à Astorga, etc.

## Statut de la Tarraconaise et des cités de la province

### Une province impériale de droit latin
La Taraconnaise a le statut de province impériale : son gouverneur est un militaire (légat) nommé par l'empereur. Il réside à Tarragone (Tarraco). La principale unité militaire est la légion VIIa Gemina stationnée à León.
En 74, l'empereur Vespasien octroie le droit latin à toute l'Hispanie, donnant ainsi la citoyenneté latine à tous les hommes libres (en 212, l'empereur Caracalla octroie la citoyenneté romaine à tous les hommes libres de l'Empire).

### Principales villes
Selon Strabon, Pline l'Ancien et Ptolémée, le nombre des villes en Tarraconaise est considérable, surtout dans la vallée de l’Ebre. Ces villes sont souvent le chef-lieu d'une cité.

#### Ayant le statut de colonie romaine
Le statut de colonie romaine signifie que ses citoyens sont citoyens romains et ont donc accès à toutes les charges réservées aux citoyens romains.
- Caesaraugusta (Saragosse)
- Bracara Augusta (Braga)
- Asturica Augusta (Astorga)
- Emporiae (Ampurias), port promu colonie romaine par Jules César en -45

#### Autres
- Tarraco (Tarragone),
- Calagurris, patrie du rhéteur Quintilien, ville proche de Tarragone
- Acci
- Carthago Nova (Carthagène), de fondation carthaginoise
- Pompaelo (Pampelune)
- Brigantium (La Corogne)
- Barcino (Barcelone)
- Valentia (Valence)
- Segovia (Ségovie)
- Clunia

## Histoire

### Période de la paix romaine
L’attachement de cette province à Rome et au titre d’Auguste se manifeste dès le début de l’Empire, avec la fondation en -27 à Tarragone du premier autel dédié au culte impérial de tout l’Empire romain.
Au Ier siècle et au IIe siècle, cette province est prospère : l’étain est activement exploité dans les Asturies. Elle exporte du blé, du vin et de l’huile d’olive. On pouvait joindre Ostie par mer depuis Tarraco en quatre jours, et depuis Carthagène en sept jours. On retrouve la trace de ce commerce par les débris caractéristiques de l’amphore espagnole au col court et large, qui se diffuse à Rome, en Gaule et jusque dans les provinces de Germanie et de Bretagne.

### LeIIIesiècleet la division de la province
Au IIIe siècle, les incursions germaniques qui frappent la Gaule épargnent l’Hispanie, sauf en 258, où un raid des Alamans atteint Tarragone.
Au début du IVe siècle sous la tétrarchie, la province est découpée en trois pour améliorer son administration :
- Tarraconaise (actuels Catalogne et Aragon), chef-lieu Tarragone
- Gallécie (Galice, Castille, Asturies et Navarre), chef-lieu Astorga
- Carthaginoise (Murcie, Castille La Manche et Valence), chef-lieu Carthagène

### Période du Bas-Empire
Au IVe siècle, La province est le berceau d’origine des empereurs Théodose Ier, originaire de Valladolid, et de Maxime.
- En 408, l’invasion des Vandales, des Suèves et des Alains bouleverse la péninsule ibérique. Elle est partagée entre ses envahisseurs par tirage au sort : la Bétique est accordée aux Vandales Silings, la partie nord de la Galice pour les Vandales Hasdings, la partie sud de la Galice pour les Suèves, la Lusitanie (actuel Portugal) et la Carthaginoise pour les Alains. Seule la Tarraconaise reste un réduit romain.
- En 417, les Wisigoths au service de l’Empire détruisent les royaumes des Alains et des Vandales Silings. Les survivants se rallient aux Vandales Hasdings en Galice.
- En 419, les Vandales et les Alains passent de Galice en Bétique dans le Sud de l’Espagne, sans rencontrer de résistance romaine. Les Suèves récupèrent l’ensemble de la Galice.
- En 428, les Vandales s’emparent de Séville et du port de Carthagène. Ils quittent l’Espagne pour l’Afrique du Nord l’année suivante
- En 439, les Suèves s’étendent en Espagne : prise de Mérida (439), puis de Séville (441).
- En 459, Majorien est le dernier empereur qui vient en Espagne, pour maintenir la Tarraconaise et la Carthaginoise dans l’Empire romain et préparer une offensive contre les Vandales d’Afrique, qui échoue.

Après lui, les rois wisigoths prennent définitivement le contrôle des provinces espagnoles. Ils donneront leur nom à la Tarraconaise qui deviendra la Gothalonia (Catalogne).

### Liste des gouverneurs de Tarraconaise
- Servius Sulpicius Galba (61-68)

## Religions

### Religions polythéistes
On sait que la divinité la plus répandue en Hispanie était Isis, suivie par Cybèle (Magna Mater, la grande mère). 
Les divinités phéniciennes et carthaginoises Melqart (à la fois déité du soleil et de la mer) et Tanit-Caelestis (une reine-mère possiblement liée à la lune) étaient aussi populaires. Le panthéon romain à vite absorbé les déités locales à travers des identifications (Melkart devint Hercule, par exemple, ayant été pris depuis longtemps par les Grecs pour une variante d'Héraclès). Ba‘al Hammon fut un dieu principal à Carthage et fut aussi important en Hispanie. Les dieux égyptiens Bès et Osiris avaient aussi des fidèles. On note aussi la consonance des dieux égyptien Aker et basque Aker, sans certitude. Les deux divinités sont cependant chtoniennes, et commandent à des phénomènes célestes. Il y aurait eu voyage depuis l’Égypte jusque dans les Pyrénées, à travers Carthage et, donc, les Ibères.[réf. nécessaire]

### Christianisation de la province
1. ↑  A préciser.

#### Fonds antique
- Suétone, Vie des douze Césars

#### Fonds moderne
- (es) Javier Á. Domingo, Ana Garrido et Ricardo Mar, « Talleres y modelos decorativos en la arquitectura pública del noreste de la Tarraconense en torno al cambio de era: el caso de Barcino, Tarraco y Auso », dans T. Nogales et I. Rodà, Roma y las provincias: modelo y difusión, vol. II, Rome, 2011, p. 851-862.
- (es) M. I. Escrivá Chover, Basas romanas de la Provincia Tarraconensis, Valence, 2005.
- (es) J. Lostal, Los miliarios de la provincia Tarraconense, Saragosse, 1992.
- (es) A. Tovar, Iberische Landeskunde. Las tribus y las ciudades de la antigua Hispania, vol. 3 : Tarraconensis, Baden-Baden, 1980.